# 藻類
藻類（そうるい、 英語: algae）とは、酸素発生型光合成を行う生物のうち、主に地上に生息するコケ植物、シダ植物、種子植物を除いたものの総称である。すなわち、真正細菌であるシアノバクテリア（藍藻）から、真核生物で単細胞生物であるもの（珪藻、黄緑藻、渦鞭毛藻など）及び多細胞生物である海藻類（紅藻、褐藻、緑藻）など、進化的に全く異なるグループを含む。酸素非発生型光合成を行う硫黄細菌などの光合成細菌は藻類に含まれない。
かつては下等な植物として単系統を成すものとされてきたが、現在では多系統と考えられている。従って「藻類」という呼称は光合成を行うという共通点を持つだけの多様な分類群の総称であり、それ以上の意味を持たない。

## 歴史的概観
生物を動物と植物の2つに分けていた2界説の時代には、光合成をするもの、運動しないものはすべて植物と見なされた。つまり種子植物、シダ植物、コケ植物、藻類、菌類全てが植物として扱われた。当初は種子植物を中心に分類が行われていた為、葉や根、花といった高等植物が備える器官を持たない植物は、すべて隠花植物（cryptogamic plants）としてまとめられた。その後、種子植物との組織の相同性からシダ植物とコケ植物が隠花植物より分離され、続いて従属栄養性である菌類が独立した。その残りが藻類である。
藻類の分類は、1819年にフランスの植物学者であるジャン・ヴァンサン・フェリックス・ラムルーや、1836年にダブリン大学のウィリアム・ヘンリー・ハーヴィーが海藻の色を基準に行ったのが端緒である。海藻の色は当初単なる特徴の一つと考えられたが、これは実際には光合成色素の種類を反映したものであり、後の系統分類にもつながる重要な形質であった。今も多くの藻類に色名が冠されており、緑藻、紅藻、黄緑藻などの呼称が用いられている。
1900年代前半になると、アドルフ・パッシャーが微細藻類（いわゆる鞭毛藻類）に対して、顕微鏡観察に基づく分類を行った。彼は葉緑体の色の他、鞭毛の様子や藻類の体制や生活環等を総合的に考慮し、海藻を含む藻類全体を8つの門に分類した。その一方で、1905年にはロシアの植物学者であるコンスタンティン・メレシュコフスキーによって細胞内共生説に関する先駆的な論文が著されており、葉緑体の存在が必ずしも藻類の単系統性を支持しない可能性が既に示唆されていた。
1950年代になると電子顕微鏡が実用化され、藻類の構造に関する知見が急激に蓄積されていった。葉緑体などの細胞小器官の詳細な構造や包膜の数が理解され、それに基づいたリン・マーギュリスによる細胞内共生説が提唱されたのもこの頃（1970）である。1964年には葉緑体からDNAが単離されており、藻類を含む真核生物の葉緑体が藍藻に由来する事が確定的となった。
1980年代以降は分子系統解析が普及し、生物全体の系統分類法が大きな変革を迫られた時期である。藻類においても、電子顕微鏡による微細構造観察の結果と分子系統解析の結果とを突き合わせて考察する事が可能となり、藻類の系統と進化に関する総合的な理解が深まった。特に重要な事柄として、
- 細胞内共生には一次共生〜三次共生（或いはさらに高次の共生）があること。
- 細胞内共生は様々な分類群で独立に複数回起こっていること。
- 共生の結果得られた細胞小器官は二次的に失われる可能性があること。
- 一時的にしか葉緑体を保持できない（細胞内共生が現在進行中である）生物がいること。

等が判明し、藻類と呼ばれる生物は単系統ではなく、系統の様々な部分で葉緑体を獲得した生物の便宜的な集団であることが明確になった。付随して、葉緑体を持つ藻類と、持たないいわゆる原生生物との線引きの曖昧さが露呈してきた。1996年には、病原性の原虫として有名なアピコンプレクサ類から葉緑体由来と思われる35kb程度の環状DNAが見つかり、葉緑体喪失の代表例として取り上げられるようになった。
2000年代になると分子系統解析の手法はより洗練されたものとなり、黎明期の誤りが逐次修正されると共に、新たに考慮すべき概念や現象も登場してきた。遺伝子が系統を超えて伝播する遺伝子水平転移（LGT; Lateral Gene Transfer）などはその例である。近年では大規模な系統解析も可能となってきたが、生物の系統樹の中で各所に散らばる藻類全てを対象とし、また十分量の塩基・アミノ酸配列を投じて複雑な解析を行うには未だ莫大な資金と時間を要する。限られたリソースの中で各研究者が解析を行い、そこから百家争鳴とも言える様々な進化説・分類体系が提唱されている。

### 「○界説」と藻類
かつては生物を「植物」と「動物」の２グループに大別していたが、研究の発展にともない、このような二分法は生物の真実の系統関係から大きく乖離していることが分かってきた。ロバート・ホイッタカーの5界説（1959）以降、界レベルの分類体系を再検討した様々な「○界説」が提唱されてきたが、藻類は植物界や原生生物界にその都度割り振られ、確たる場所を与えられてきたわけではなかった（→生物の分類）。下記は(Adl et al.(2005))に従った区分の例。
アーケプラスチダ（Archaeplastida）
藍藻の一次共生に由来する葉緑体を持つグループ。一次植物とも呼ばれる。緑藻、紅藻、灰色藻が含まれる。
クロムアルベオラータ（Chromalveolata）
紅藻の共生（二次共生）に由来する黄色の葉緑体を持つクロミスタと、単細胞生物としては細胞構造の最も複雑なグループであるアルベオラータをまとめた群。クロミスタにクリプト藻、ハプト藻、不等毛植物（褐藻や珪藻など）、アルベオラータに渦鞭毛藻が含まれる。渦鞭毛藻の葉緑体は複雑で、紅藻由来に加えてハプト藻やクリプト藻を取り込んだ三次共生由来のもの、未だ由来の不明なものもある。
リザリア（Rhizaria）
分子情報を根拠として定義された群。糸状や網状の仮足を持つ生物が多い。緑藻の二次共生に由来する葉緑体を持つクロララクニオン植物が含まれる。
エクスカバータ（Excavata）
複数本の鞭毛を持ち、腹側に微小管で裏打ちされた細胞口を持つグループ。この中のユーグレノゾアに、ミドリムシで有名なユーグレナ植物が含まれる。葉緑体は緑藻の二次共生由来。
なお、このような経過から、混乱が生じている例もある。2010年、オーランチオキトリウムという生物が石油を生産するとして話題となった。その際、マスコミではこの生物は藻類の一つとして紹介された。そのために、光合成をするという誤解を生じた部分がある。ところが、この生物は腐食性なのである。実のところ、これの属するラビリンチュラ類は、かつては菌類に分類されていたもので、後にクロムアルベオラータに含まれるものであると判明した。したがって、生活の形態から言えば、菌類と言うべきなのだが、その系統の主要な構成員部分が藻類であるため、藻類扱いされてしまったものである。

## 藻類の生息環境

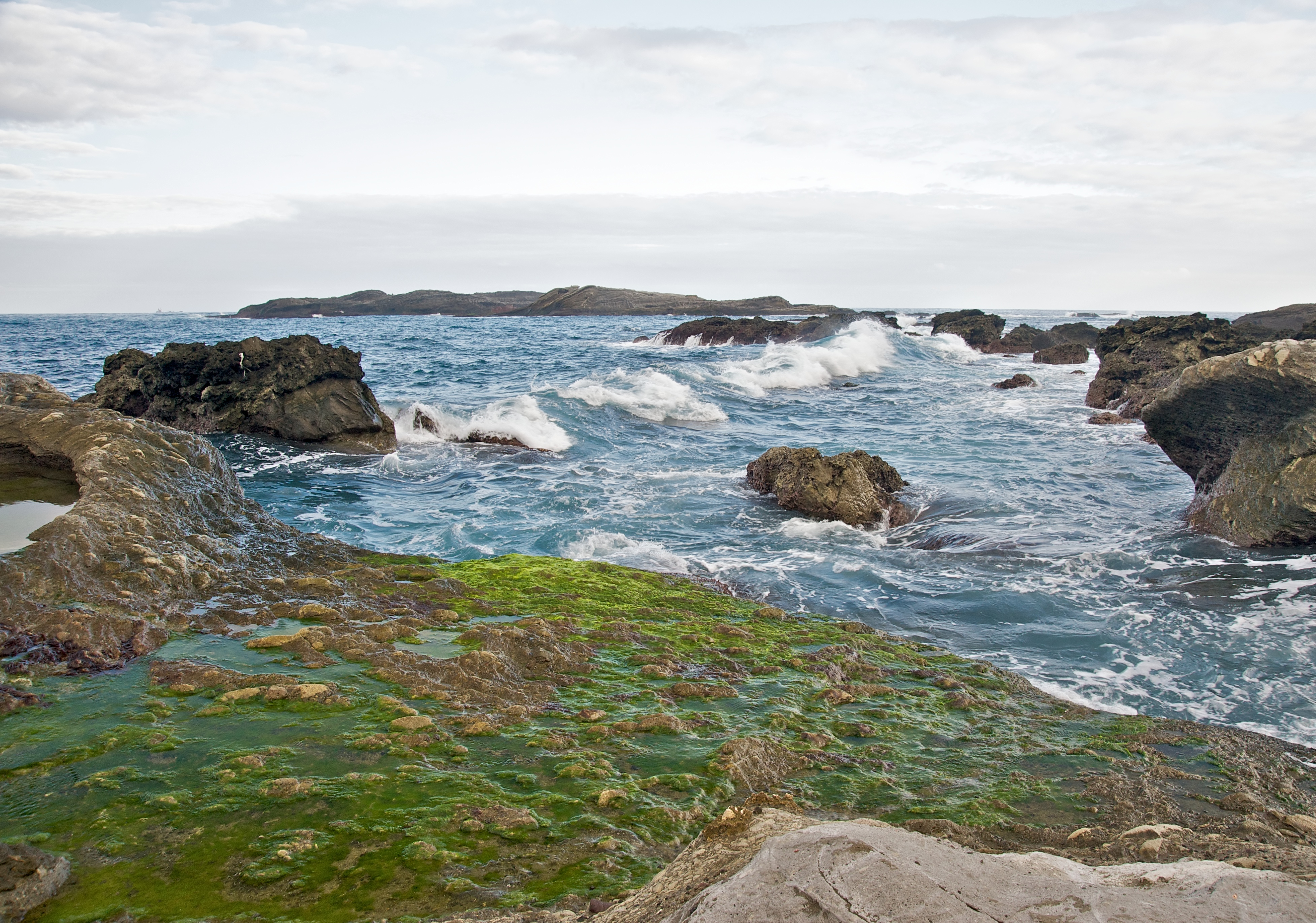
石梯坪(中文)

淡水や海水といった水圏に棲むものが最も多い。他に土壌性のものや、緑藻類のスミレモ（Trentepohlia aurea）のように気生藻として陸上で生活するものもある。
海に生息するものは海藻、淡水に生息するものは淡水藻（たんすいそう、英語：Freshwater algae）や陸水藻（りくすいそう）という。
小型のものは、特に水圏では植物プランクトンとして、水中の生態系における一次生産者として重要な位置を占める。石など基盤の表面に付着したものは付着藻類と呼ばれる。低温に耐えるものは、極圏の氷上や氷中に氷雪藻（スノーアルジー）、流氷下面などに海氷藻類（アイスアルジー）として存在する。反対にイデユコゴメ（Cyanidium caldarium）やシアニディオシゾン（Cyanidioschyzon merolae）のように、摂氏40℃以上の温泉環境に生息する温泉藻（Hot spring algae）まで様々である。
大型のものについては、海産のものは海藻と呼ばれ、潮間帯からある程度の深さに渡って生育し、場所によっては森林のような様相を呈する。岩に固着するものが多いので、岩礁海岸に多い。それらは生産者としてのみならず、動物のよりどころとして産卵場所、稚魚の隠れ家など、様々な役割を担っている。淡水では大型の藻類は稀で、小数の緑藻や紅藻が知られるに留まっている。

### 共生藻
藻類の中には、他の生物との共生関係を持つものもある。宿主に光合成産物を提供する一方、保護や移動手段を得る例が多い。また造礁サンゴなどでは、宿主の石灰質骨格形成にも何らかの役割を果たすものと考えられている。
地衣類を構成するもの（菌類との共生）
緑藻類、藍藻類
刺胞動物（クラゲ、サンゴなど）
渦鞭毛藻類、特にSymbiodinium属（→褐虫藻）
原索動物（ホヤ）
藍藻類Prochloron、Acaryochloris marina
他の藻類、原生生物
- 渦鞭毛藻Amphidinium属、Dinophysis属 : クリプト藻類
- 繊毛虫Paramecium bursaria;ミドリゾウリムシ : 緑藻類Chlorella属
- 繊毛虫Mesodinium属 : クリプト藻類
- 有中心粒類Raphidiophrys viridis: 緑藻類Chlorella属
- 有孔虫類 : ハプト藻類
- 放散虫類 : ハプト藻類

## 人間との関わり

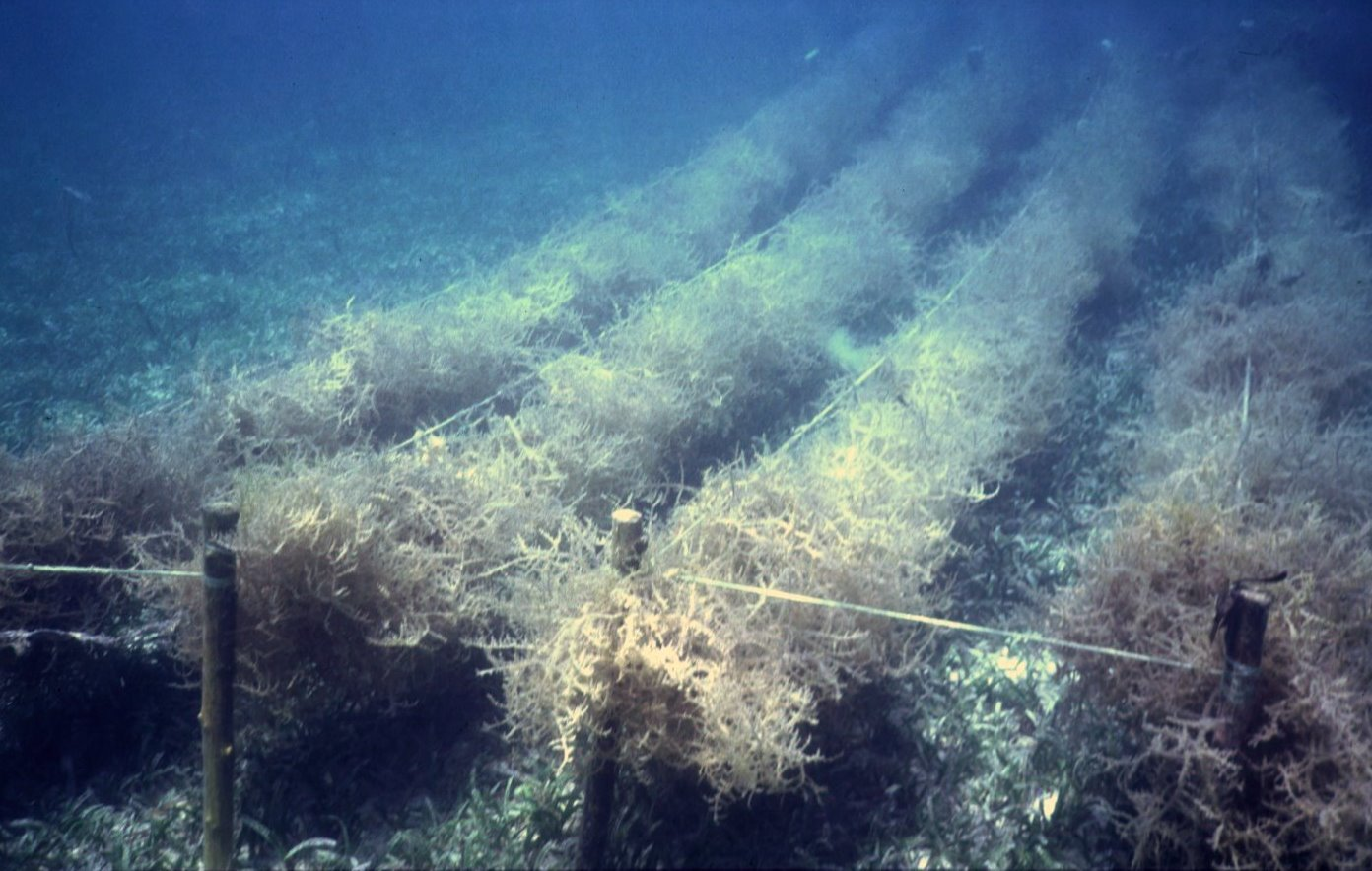
フィリピンで藻類養殖されているキリンサイ属の海藻。そのまま食用となるほか、食品添加剤や化粧品になるカラギーナンの原料ともなる。

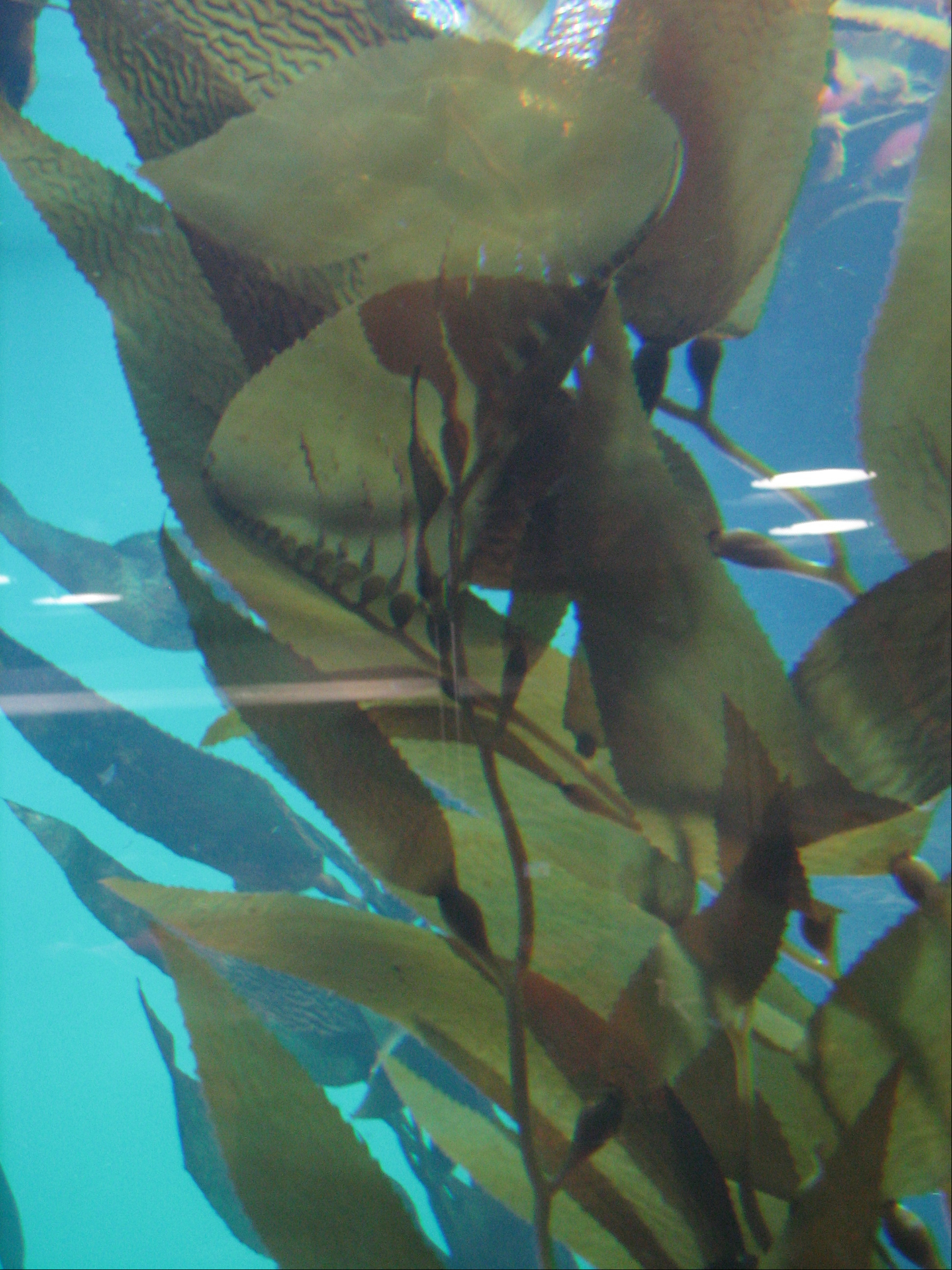
怪我の回復を促進する成分アルギン酸塩（アルギネート）の原料となるオオウキモ

### 食用
藻類養殖、海藻養殖などの養殖業となっているものがある。
海藻
海藻には食用のものがかなり含まれている。
- コンブ:マコンブ（Laminaria japonica）など。
- ワカメ:Undaria pinnatifida。
- 海苔:アサクサノリ（Pyropia tenera）やスサビノリ （Pyropia yezoensis）など、原始紅藻亜綱ウシケノリ科アマノリ属のものが材料となる。
- アオノリ:緑藻類アオサ科アオサ属の藻。
- テングサ:マクサ（Gelidium crinale）を中心とした、紅藻類テングサ科の海藻の総称。寒天や心太の材料。
- 微細藻油（Algal oil）：ベジタリアンのオメガ3として使用されている。不飽和脂肪酸に富み、栄養サプリメントとしても販売されている。マイクロアルジーオイル、アルガルオイルとも呼ばれる。

淡水の藻（川藻など）
- スイゼンジノリなどの淡水産藍藻も食用に供される。
- メコン川では、カモジシオグサ（学名：Cladophora glomerata (Linnaeus) Kuetzing、現地での呼び名：カイ）が、カイペーン（英語版）などに加工されて食用とされる[2][3]。

### その他
食用の藻類以外にも、細胞外被構造を建材などに、貯めこんだ脂質からオイルを作って再生可能エネルギー資源として利用されるものがある。
珪藻土
珪酸質である珪藻類の被殻が蓄積したもの。アルフレッド・ノーベルがニトログリセリン安定化の基質として着目し、ダイナマイト発明の契機となった話は有名である。現在では七輪や、壁への塗布剤として用いられる。
石灰岩
ハプト藻類の一種である円石藻や、原生生物である有孔虫類の被殻が蓄積して化石化したもの。切り出してそのまま用いたり、破砕してセメントの材料に。
他方、赤潮の原因となって漁業や海産物の養殖場に被害を与えるなど、害のあるものもある。海域ではクロロフィルa/cを持つ珪藻やラフィド藻、渦鞭毛藻が大発生する場合が多く、その色素組成から海水が赤く見えるのでこう呼ばれる。一方淡水では藍藻や緑藻が増えやすく、水が緑色のどろどろ状態になる様子からアオコと呼ばれる。
藻類が問題になる水域では、殺藻剤（防藻剤、除藻剤）によって除去が行われる。

## 分類
現在、藻類であると見なされている群の分類例。特に大きな群に対しては綱以下の内部分類を付した。
真正細菌
- 藍色植物門 Cyanophyta （藍藻類）

真核生物
アーケプラスチダ Archaeplastida
- 灰色植物門 Glaucophyta
- 紅色植物門 Rhodophyta （紅藻）
- 緑色植物門 Chlorophyta
  - 緑藻綱 Chlorophyceae
    - クラミドモナス目 Chlamydomonadales
    - オオヒゲマワリ目 Volvocales : オオヒゲマワリなど
    - クロロコックム目 Chlorococcales : クンショウモなど
    - ヨコワミドロ目 Sphaeropleales : アミミドロなど
    - サヤミドロ目 Oedogoniales
    - ヨツメモ目 Tetrasporales
    - カエトフォラ目 Chaetophorales
    - カエトペルチス目 Chaetopeltidales

  - プラシノ藻綱 Prasinophyceae
  - トレボウクシア藻綱 Trebouxiophyceae
  - アオサ藻綱 Ulvophyceae
  - 車軸藻綱 Charophyceae
    - シャジクモ目 Charales
    - コレオカエテ目 Coleochaetales
    - ホシミドロ目 Zygnematales （接合藻類 Gamophyceae）
    - クロロキブス目 Chlorokybales
    - クレブソルミディウム目 Klebsormidiales

クロムアルベオラータ Chromalveolata - クロミスタ Chromista
- クリプト植物門 Cryptophyta （クリプト藻）
- ハプト植物門 Haptophyta （ハプト藻）
- 不等毛植物門 Heterokontophyta
  - 褐藻綱 Phaeophyceae
  - 珪藻綱 Bacillariophyceae
  - 黄金色藻綱 Chrysophyceae
  - ラフィド藻綱 Raphidophyceae
  - 黄緑藻綱 Xanthophyceae
  - 真正眼点藻綱 Eustigmatophyceae
  - ペラゴ藻綱 Pelagophyceae
  - ディクチオカ藻綱 Dictyochophyceae （珪質鞭毛藻 Silicoflagellates）
  - パルマ藻綱 Parmophyceae
  - ピングイオ藻綱 Pinguiophyceae
  - ボリド藻綱 Bolidophyceae
  - シゾクラディア藻綱 Schizocladiophyceae
  - クリソメリス藻綱 Chrysomerophyceae
  - ファエオタムニオン藻綱 Phaeothamniophyceae

クロムアルベオラータ Chromalveolata - アルベオラータ Alveolata
- 渦鞭毛植物門 Dinophyta （渦鞭毛藻）

エクスカバータ Excavata
- ユーグレナ植物門 Euglenophyta （ミドリムシ植物）

リザリア Rhizaria
- クロララクニオン植物門 Chlorarachniophyta